# ۳۹۷ (میلادی)
۳۹۷ (میلادی) سیصد و نود و هفتمین سال تقویم میلادی است.

## درگذشتگان
- ۱۱ نوامبر – مارتین تور، کشیش فرانسوی
- ۴ آوریل – امبروس، نویسنده، کشیش، و شاعر در روم باستان